# Торран (Алкасер-ду-Сал)
Торран (порт. Torrão) — район (фрегезия) в Португалии, входит в округ Сетубал. Является составной частью муниципалитета Алкасер-ду-Сал. По старому административному делению входил в провинцию Байшу-Алентежу. Входит в экономико-статистический субрегион Алентежу-Литорал, который входит в Алентежу. Население составляет 2758 человек на 2001 год. Занимает площадь 372,76 км².
Покровителем района считается Дева Мария (порт. Nossa Senhora da Assunção).

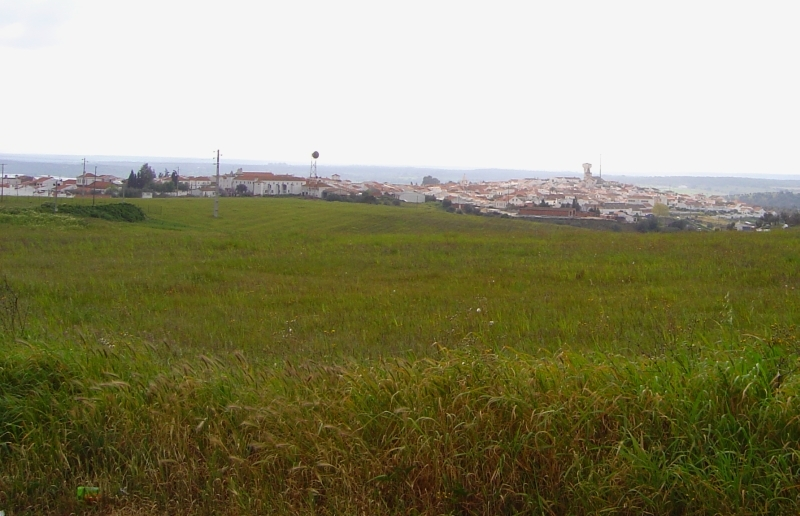

## Известные уроженцы
- Бернардин Рибейру (1482–1552) — португальский поэт и писатель эпохи Возрождения.